# Parens scientiarum
Parens scientiarum (slovensko: Mati znanosti) je papeška bula, ki jo je napisal papež Gregor IX. 12. aprila 1231 in s katero je zagotovil neodvisnost Univerze v Parizu.